# Tina Blaskovic
Tina Blaskovic, née le 11 avril 1972 à Toronto, est une joueuse canadienne de soccer.

## Carrière
Tina Blaskovic compte 5 sélections et 4 buts en équipe du Canada entre 1998 et 1999. 
Elle reçoit sa première sélection le 28 août 1998, contre Porto Rico (victoire 21-0), inscrivant un doublé lors de ce premier match de poule du Championnat féminin de la CONCACAF 1998. Les Canadiennes remportent ce tournoi, Blaskovic marquant un autre doublé contre la Martinique en phase de poules.
Elle obtient sa dernière sélection sous le maillot canadien le 6 janvier 1999, contre l'Italie (défaite 0-1). 